# Helen Atkinson
Helen Atkinson (29 de abril de 1960 (64 años) es una ingeniera inglesa, directora del Departamento de Ingeniería en la Universidad de Leicester.

## Algunas publicaciones
- H V Atkinson, V Favier. Does shear thickening occur in semisolid metals? Metallurgical and Materials Trans. A (2016) DOI: 10.1007/s11661-015-3307-4. 11 p.

- D Zhang, H B Dong, H V Atkinson. What is the process window for semi-solid processing? Metallurgical and Materials Trans. A Communication 47 (2016) 1-5.

- R Krishna, H V Atkinson, S V Hainsworth, S P Gill. Gamma prime precipitation, dislocation densities, and TiN in creep-exposed Inconel 617 alloy Metallurgical and Materials Trans. A 47 (2016) 178-193.

- S Kandemir, H V Atkinson, D P Weston, S V Hainsworth. Thixoforming of A356/SiC and A356/TiB2 nanocomposites fabricated by a combination of green compact nanoparticle incorporation and ultrasonic treatment of the melted compact Metallurgical and Materials Trans. A 45 (2014) 5782-5798.

- V Favier, H V Atkinson. Micromechanical modelling of the elasto-viscoplastic response of metallic alloys under rapid compression in the semi-solid state Acta Materialia 2011 59: 1271-80.

- H V Atkinson, D Liu Microstructural coarsening of semi-solid aluminium alloys Materials Sci. and Engineering A496, 2008, 439-446.

- H V Atkinson '‘Modelling the semi-solid processing of metallic alloys'’ Major invited review. Progress in Materials Sci. 50 (3), 2005, 341-412.

## Honores
En 2010, fue designada una de las mujeres de logros excepcionales de la UKRC y apareció en la Women of Outstanding Achievement Photographic Exhibition (Exposición fotográfica de mujeres con logros excepcionales).

### Membresías
- 2007: electa en la Royal Academy of Engineering,
- 2012-2014: vicepresidenta de la Academia.
- 2014: electa en su Junta fiduciaria.[4]